# Lesiëm
Lesiëm ist ein deutsches Musikprojekt, welches 1999 von den Produzenten Sven Meisel (Meisel Musikverlage, † 2016) und Alex Wende gegründet wurde. Die Musik des Projektes vereint verschiedene Elemente des Rock, Pop, Elektronischer Musik, New age und Ambient, als auch des Gregorianischen Chorals und anderer Chormusik. Es ist vergleichbar mit dem Projekt Enigma von Michael Cretu, dem französischen Musikprojekt von Eric Levi, Era, dem deutschen Musikprojekt Gregorian von Frank Peterson und dem norwegischen Künstler Amethystium.
Lesiëm veröffentlichten ihr Debütalbum, Mystic, Spirit, Voices, im Jahr 2000 in Europa. 2 Jahre später erfolgte die Veröffentlichung in den Vereinigten Staaten. Dort erreichte das Album Platz 7 der U.S. Billboard Charts. Das Nachfolgealbum, Chapter 2, wurde 2001 in Europa und 2003 unter Illumination in den USA veröffentlicht.
Die beiden ersten Alben waren die Vorgänger der Pop-Oper Times, welche als Lesiëm's drittes Album (in den U.S.A. als Auracle 2004) erschien. Die Musiker begannen ihre Arbeit im März 2002 und beendeten diese Ende Juli. Die Single Caritas (feat. Maggie Reilly und dem Chor der Deutschen Oper Berlin) wurde im Dezember 2002 in der TV-Sendung von Jose Carreras, der "Carreras Gala" vorgestellt. 2013 produzierten sie ein Medley für die Kölner Lichter.

## Diskografie

### Alben
- Mystic, Spirit, Voices, Monopol Records, 31. Januar 2000 (US: Mystic. Spirit. Voices, Intentcity Records, 2002)
- Chapter 2, Monopol Records, Koch, 12. April 2001 (US: Illumination, Intentcity Records, 2003)
- Times, Monopol Records, Epic/Sony, 4. April 2003 (US: Auracle, Intentcity Records, 28. April 2006)

### Singles
- Fundamentum, Monopol Records, 10. Januar 2000
- Indalo, Monopol Records, 5. Juni 2000
- Africa, Monopol Records, 21. März 2000
- Caritas, Epic/Sony, 16. Dezember 2002

### AudioBooks
- Der steinige Weg, Monopol Records, 21. Oktober 2005